# Камерон (Техас)
Камерон (англ. Cameron) — місто (англ. city) в США, в окрузі Майлем штату Техас. Населення — 5306 осіб (2020).

## Географія
Камерон розташований за координатами 30°51′39″ пн. ш. 96°58′37″ зх. д. / 30.86083° пн. ш. 96.97694° зх. д. (30.860736, -96.976833).  За даними Бюро перепису населення США в 2010 році місто мало площу 13,55 км², уся площа — суходіл.

## Демографія
Згідно з переписом 2010 року, у місті мешкали 5552 особи в 2057 домогосподарствах у складі 1363 родин. Густота населення становила 410 осіб/км².  Було 2360 помешкань (174/км²).
Расовий склад населення:
| - 65,6 % — білих - 20,2 % — чорних або афроамериканців - 0,6 % — корінних американців - 0,4 % — азіатів - 12,0 % — осіб інших рас |

До двох чи більше рас належало 1,2 %. Частка іспаномовних становила 33,6 % від усіх жителів.
За віковим діапазоном населення розподілялося таким чином: 28,9 % — особи молодші 18 років, 54,2 % — особи у віці 18—64 років, 16,9 % — особи у віці 65 років та старші. Медіана віку мешканця становила 36,6 року. На 100 осіб жіночої статі у місті припадало 93,2 чоловіків;  на 100 жінок у віці від 18 років та старших — 88,3 чоловіків також старших 18 років.
Середній дохід на одне домашнє господарство  становив 53 564 долари США (медіана — 34 058), а середній дохід на одну сім'ю — 67 864 долари (медіана — 52 179). Медіана доходів становила 44 063 долари для чоловіків та 35 433 долари для жінок. За межею бідності перебувало 19,7 % осіб, у тому числі 28,3 % дітей у віці до 18 років та 14,5 % осіб у віці 65 років та старших.
Цивільне працевлаштоване населення становило 1702 особи. Основні галузі зайнятості: освіта, охорона здоров'я та соціальна допомога — 31,8 %, публічна адміністрація — 13,6 %, будівництво — 11,1 %, виробництво — 10,4 %.